# Hubblov zakon
Hubblov zakon [háblov zákon] je kozmološka izjava, da je rdeči premik svetlobe iz oddaljenih galaksij sorazmerna z njihovo oddaljenostjo. Po skoraj desetletju opazovanj sta ga leta 1929 prva zapisala Edwin Powell Hubble in Milton Lasell Humason. To je bil za tedanje znanje o Vesolju velik šok, še posebej, ker je prva teorija fizikalne kozmologije, Einsteinova splošna teorija relativnosti iz leta 1916 predvidevala statično, vendar sicer nestabilno, Vesolje.
Izmerjeni Dopplerjevi rdeči premiki kažejo na to, da se galaksije večinoma oddaljujejo ena od druge. Čim bolj je neka galaksija oddaljena od Zemlje, tem večji je njen rdeči premik in tem večja hitrost oddaljevanja.
Po Hubblovem zakonu sta oddaljenost galaksije in njena hitrost oddaljevanja povezani z enačbo:
{\displaystyle v=H_{0}r\!\,.}
Tu je {\displaystyle H_{0}\,} Hubblova konstanta, oziroma Hubblov parameter {\displaystyle H\,} (imenovana tudi Hubble-Humasonova konstanta). Obratna vrednost Hubblove konstante je Hubblov čas {\displaystyle \tau _{H}\,}. Ker se velike razdalje težko točno določi, je netočnost pri določanju {\displaystyle H_{0}\,} velika. Verjetno je nekje med 50 in 100 km/s. Vrednost {\displaystyle H_{0}\,} je pomembna iz več razlogov: iz njihovih rdečih premikov se lahko oceni razdalje do najbolj oddaljenih galaksij; z njo se lahko oceni starost Vesolja. Od njene vrednosti je odvisna tudi končna usoda Vesolja.
Hubblov zakon se imenuje tudi Lemaîtrov zakon saj ga je dejansko izpeljal Georges Lemaître iz enačb splošne teorije relativnosti v svojem članku leta 1927. V članku je predlagal, da se Vesolje širi in podal oceno stopnje širjenja, ki se sedaj imenuje Hubblova konstanta. Dve leti kasneje je Hubble potrdil obstoj zakona in določil točnejšo vrednost konstante.